# Stalachtis phlegetonia
Stalachtis phlegetonia är en fjärilsart som beskrevs av Perty 1830/34. Stalachtis phlegetonia ingår i släktet Stalachtis och familjen juvelvingar. Inga underarter finns listade i Catalogue of Life.